# Michael Coats
Michael Lloyd Coats (* 16. ledna 1946 v Sacramentu, Kalifornie, USA) je bývalým ředitelem Johnsonova vesmírného střediska a bývalým americkým astronautem, který se zúčastnil letů raketoplány. Stal se 144. člověkem ve vesmíru.

## Život

### Mládí a výcvik
Po základní a střední škole (Ramona High School, Riverside) pokračoval ve studiích na univerzitě ve Washingtonu (George Washington University) a v roce 1977 zde získal doktorát. Pak pokračoval ve studiích na námořní postgraduální škole (Naval Postgraduate School) v Monterey, Kalifornie, kterou ukončil roku 1979. V době výběru (rok 1978) do týmu astronautů byl ženatý a měli s manželkou Diane Eileen rozenou Carsonovou jedno dítě..

### Lety do vesmíru
První vstup do vesmíru byl pro Michaela spojen se startem raketoplánu Discovery při misi STS-41-D z Kennedyho vesmírného střediska na mysu Canaveral ke konci léta roku 1984. Osádku tvořili Henry Hartsfield (velitel), Michael Coats (pilot), dále pak Judith Resniková, Steven Hawley, Richard Mullane a konečně „první cestující“ v raketoplánu, Charles Walker, inženýr od firmy McDonnell Douglas. Vypustili družice SBS 4, Leasat 2 a Telstar 3. Návrat byl na základnu Edwards v Kalifornii.
Podruhé se dostal na palubu Discovery po pětileté pauze. Čtyřdenní let STS-29 odstartoval opět z Kennedyho vesmírného střediska na Floridě, mys Canaveral. Na palubě byli: Michael Coats (velitel), John Blaha (pilot), James Buchli, Robert Clyde Springer a James Bagian. Během letu vypustili družici TDRS, provedli řadu experimentů a v pořádku přistáli za asistence 450 000 diváků na základně Edwards v Kalifornii.
Potřetí a naposled letěl na jaře roku 1991, opět v raketoplánu Discovery. V posádce byli: Donald Ray McMonagle, Gregory Jordan Harbaugh, Guion Bluford, Lloyd Blaine Hammond, Charles Veach, Richard James Hieb. Velitelem Discovery byl Michael Coats. Během osmidenního letu vypustili celou řadu převážně špionážních družic včetně německé SPAS.
Během svých 3 letů strávil ve vesmíru 19 dní.
- STS-41-D Discovery (30. srpna 1984 – 5. září 1984)
- STS-29 Discovery (13. března 1989 – 18. března 1989)
- STS-39 Discovery (28. dubna 1991 – 6. května 1991)

### Po ukončení letů
Po svém třetím letu z NASA odešel. Dalších 13 let byl zaměstnán u řady firem (Loral, Lockheed), v roce 2005 se do Houstonu vrátil a stal se ředitelem Johnsonova vesmírného střediska. Z funkce ředitele odešel 31. prosince 2012.